# Deutsche Fechtmeisterschaften 2015
Bei den Deutschen Fechtmeisterschaften 2015 wurden Einzel- und Mannschaftswettbewerbe im Fechtsport im Olympiastützpunkt Tauberbischofsheim sowie in Koblenz und Leipzig ausgetragen. Die Meisterschaften wurden vom Deutschen Fechter-Bund organisiert.

## Florett
Die Deutschen Samsung Meisterschaften 2015 fanden vom 28. bis 29. März 2015 in Tauberbischofsheim statt. Am 28. März wurden die Einzelwettbewerbe ausgefochten, am 29. März die Mannschaftswettbewerbe.

### Herrenflorett
| Platz | Sportler           | Verein                |
| ----- | ------------------ | --------------------- |
| 1     | Peter Joppich      | CTG Koblenz           |
| 2     | André Sanità       | OFC Bonn              |
| 3     | Sebastian Bachmann | FC Tauberbischofsheim |
| 3     | Georg Dörr         | TSG Weinheim          |

### Herrenflorett (Mannschaft)
| Platz | Verein                | Sportler                                                           |
| ----- | --------------------- | ------------------------------------------------------------------ |
| 1     | OFC Bonn              | Moritz Kröplin Marius Braun André Sanità Dominik Schoppa           |
| 2     | TSG Weinheim          | Georg Dörr Ciaran Veitenheimer Felix Klein Luis Klein              |
| 3     | FC Tauberbischofsheim | Sebastian Bachmann Niklas Uftring Alexander Kahl Johann Gustinelli |

### Damenflorett
| Platz | Sportler            | Verein                |
| ----- | ------------------- | --------------------- |
| 1     | Sandra Bingenheimer | FC Tauberbischofsheim |
| 2     | Carolin Golubytskyi | FC Tauberbischofsheim |
| 3     | Eva Hampel          | FC Tauberbischofsheim |
| 3     | Tamina Knauer       | FC Tauberbischofsheim |

### Damenflorett (Mannschaft)
| Platz | Verein                | Sportler                                                        |
| ----- | --------------------- | --------------------------------------------------------------- |
| 1     | FC Tauberbischofsheim | Sandra Bingenheimer Tamina Knauer Eva Hampel Kristin Behr       |
| 2     | OFC Bonn              | Charlotte Krause Franziska Schmitz Valentina Moor Julia Braun   |
| 3     | SC Berlin             | Martina Zacke Kim Kirschen Lea-Margarete Walther Jessica Kinzel |

## Säbel
Die Deutschen Einzel- und Mannschaftsmeisterschaften 2015 wurden am 18. (Einzel) und 19. April 2015 (Mannschaft) in Koblenz ausgefochten.

### Herrensäbel
| Platz | Sportler       | Verein                |
| ----- | -------------- | --------------------- |
| 1     | Matyas Szabo   | TSV Bayer Dormagen    |
| 2     | Björn Hübner   | FC Tauberbischofsheim |
| 3     | Max Hartung    | TSV Bayer Dormagen    |
| 3     | Richard Hübers | TSV Bayer Dormagen    |

### Herrensäbel (Mannschaft)
| Platz | Verein                | Sportler                                                      |
| ----- | --------------------- | ------------------------------------------------------------- |
| 1     | TSG Eislingen         | Maximilian Kindler Thomas Schaich Simon Rapp Frederic Kindler |
| 2     | FC Tauberbischofsheim | Björn Hübner Johannes Klebes Andreas Falb Constantin Krause   |
| 3     | TSV Bayer Dormagen    | Max Hartung Matyas Szabo Richard Hübers Benno Schneider       |

### Damensäbel
| Platz | Sportler          | Verein                  |
| ----- | ----------------- | ----------------------- |
| 1     | Anna Limbach      | TSV Bayer Dormagen      |
| 2     | Alexandra Bujdosó | Königsbacher SC Koblenz |
| 3     | Sibylle Klemm     | TSV Bayer Dormagen      |
| 3     | Stefanie Kubissa  | TSV Bayer Dormagen      |

### Damensäbel (Mannschaft)
| Platz | Verein                | Sportler                                                           |
| ----- | --------------------- | ------------------------------------------------------------------ |
| 1     | TSV Bayer Dormagen    | Anna Limbach Sibylle Klemm Stefanie Kubissa Judith Kusian          |
| 2     | TSG Eislingen         | Ann-Sophie Kindler Valentina Volkmann Julia Preßmar Carol-Ann Kuhn |
| 3     | FC Tauberbischofsheim | Lisa Freudenberger Nele Grodde Kira Eifler Nele Eifler             |

## Degen
Die Deutschen Einzel- und Mannschaftsmeisterschaften 2015 wurden vom 16. bis 17. Mai 2015 in Leipzig ausgetragen (Einzel am Samstag, Mannschaft am Sonntag).

### Herrendegen
Jörg Fiedler konnte auf Grund einer Verletzung nicht mehr zum Finalgefecht antreten.
| Platz | Sportler            | Verein                  |
| ----- | ------------------- | ----------------------- |
| 1     | Constantin Böhm     | Heidenheimer SB         |
| 2     | Jörg Fiedler        | FC Leipzig              |
| 3     | Christoph Kneip     | TSV Bayer 04 Leverkusen |
| 3     | Raphael Steinberger | WMTV Solingen           |

### Herrendegen (Mannschaft)
| Platz | Verein                | Sportler                                                        |
| ----- | --------------------- | --------------------------------------------------------------- |
| 1     | FC Offenbach          | Nikolaus Bodoczi Andreas Brand Frederic Peignet Christian Knoop |
| 2     | OSC Potsdam           | Florian Gerlach Robert Wiede Felix Eichler                      |
| 3     | FC Tauberbischofsheim | Rico Braun Richard Schmidt Sven Gierisch Maximilian Mészáros    |

### Damendegen
| Platz | Sportler              | Verein                       |
| ----- | --------------------- | ---------------------------- |
| 1     | Imke Duplitzer        | TSG Halle-Neustadt           |
| 2     | Monika Sozanska       | FC Leipzig                   |
| 3     | Maria Hugas Mallorqui | Heidelberger FC/TSG Rohrbach |
| 3     | Alexandra Ehler       | Heidenheimer SB              |

### Damendegen (Mannschaft)
| Platz | Verein                | Sportler                                                          |
| ----- | --------------------- | ----------------------------------------------------------------- |
| 1     | WMTV Solingen         | Stephanie Suhrbier Kim Treudt-Gösser Sina Dostert Simone Keimburg |
| 2     | Heidenheimer SB       | Ricarda Multerer Anja Schünke Alexandra Ehler Kristin Werner      |
| 3     | FC Tauberbischofsheim | Beate Christmann Patricia Derr Hannah Piesch Shirin Vollrath      |